# 1884 en arts plastiques
| Années des arts plastiques : 1881 - 1882 - 1883 - 1884 - 1885 - 1886 - 1887    |
| Décennies des arts plastiques : 1850 - 1860 - 1870 - 1880 - 1890 - 1900 - 1910 |

Cette page concerne l'année 1884 en arts plastiques.

## Événements
- 21 février - 2 mars : ouverture à Bruxelles du premier Salon des XX[1].
- 19 juillet : Création de la Société des artistes indépendants à Paris.
- 1 septembre - 1 novembre : ouverture du Salon de Bruxelles de 1884[2].
- 10 décembre : Inauguration du Salon des indépendants, réunissant notamment Georges Seurat, Paul Signac et Henri-Edmond Cross, sous la présidence d'Odilon Redon.

## Œuvres

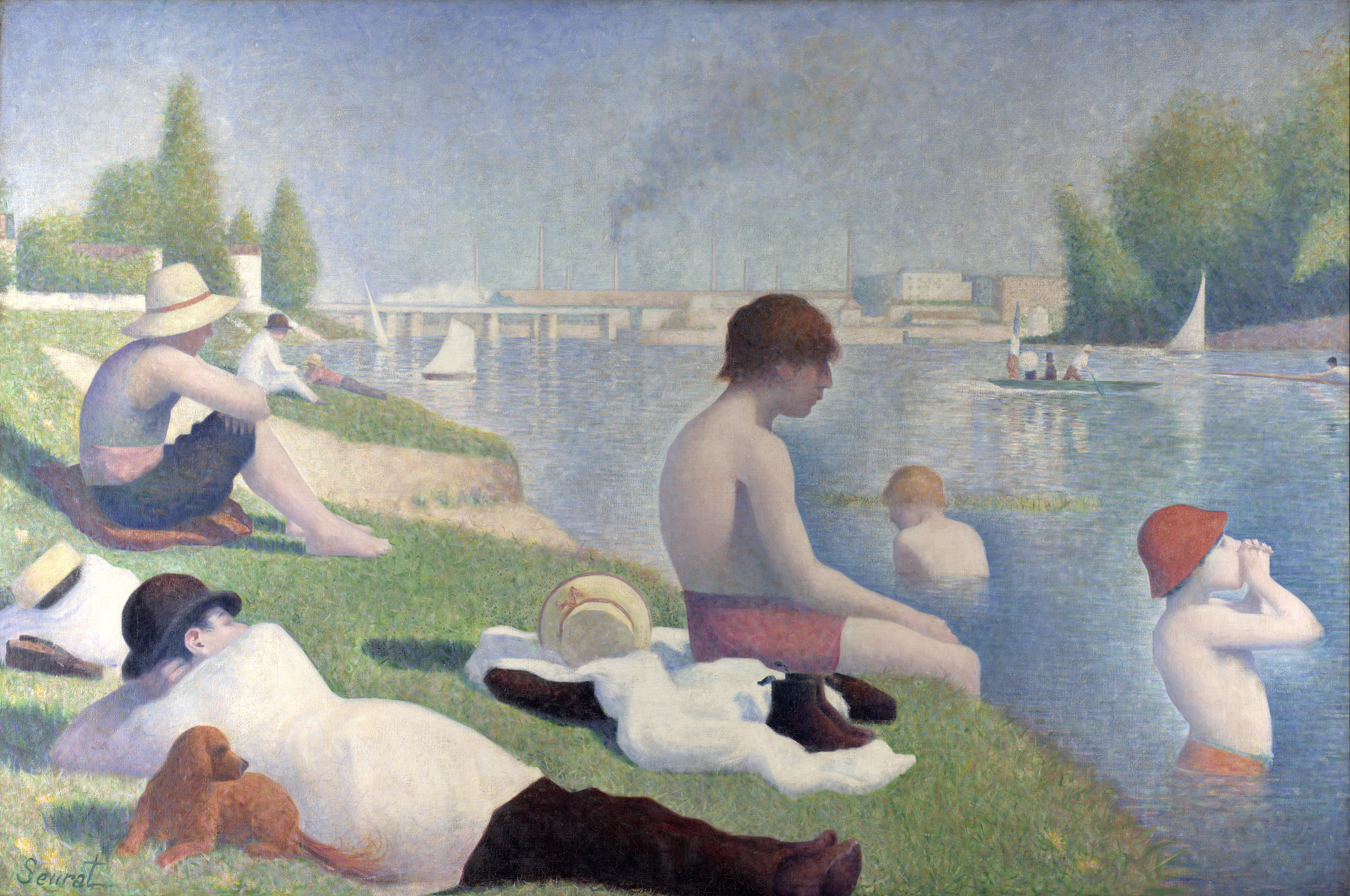
Georges Seurat, Une baignade à Asnières.

- La Blanchisseuse d'Henri de Toulouse-Lautrec,
- Les Sœurs d'Abbott Handerson Thayer,
- Spoliarium de Juan Luna,
- L'Éternel Printemps, sculpture d'Auguste Rodin.
- Vers 1884-1889 : La Femme de l'artiste et son setter, huile sur toile de Thomas Eakins.

## Naissances
- 1er janvier : Henri Farge, peintre, aquafortiste et graveur sur bois français († 24 décembre 1970),
- 5 janvier : Vilmos Huszár, peintre et designer hongrois († 8 septembre 1960),
- 6 janvier : Isaak Brodsky, peintre russe puis soviétique († 14 août 1939),
- 13 janvier ou 13 juin : Leon Chwistek, peintre avant-gardiste, théoricien de l'art moderne, critique littéraire, logicien, philosophe et mathématicien polonais († 20 août 1944),
- 22 janvier : Louis-Aimé Lejeune, sculpteur français († 7 avril 1969),
- 24 janvier : Alexandre Roubtzoff, peintre russe naturalisé français († 26 novembre 1949),
- 26 janvier : Edmond Ceria, peintre et illustrateur français († 24 juillet 1955),
- 27 janvier : Francesco Cangiullo, écrivain, poète et peintre italien († 22 juillet 1977),
- 5 février : Kathleen Shackleton, peintre et portraitiste irlandaise († 10 juillet 1961),
- 8 février : Jean-Louis Gampert, peintre, graveur et illustrateur suisse († 7 août 1942),
- 12 février :
  - Max Beckmann, peintre expressionniste allemand († 27 décembre 1950),
  - Marie Vassilieff, peintre français d'origine russe († 14 mai 1957),
- 14 février : Luca Albino, peintre italien († avril 1952),
- 16 février : Yasuda Yukihiko, peintre japonais († 29 avril 1978),
- 21 mars : Oleksiy Chovkounenko, peintre russe puis soviétique († 12 mars 1974),
- 23 mars : André Herviault, peintre français († 10 juillet 1969),
- 24 mars :
  - Pierre-Louis Cadre, peintre français († 6 juin 1972),
  - Adolphe Milich, peintre français d'origine polonaise († 18 octobre 1964),
- 29 mars : Pierre Dumont, peintre français († 8 avril 1936),
- 14 avril : Gabriel Girodon, peintre et sculpteur français († 24 novembre 1941),
- 16 avril : Adrien Bas, peintre français († 2 mai 1925),
- 18 avril :
  - Michel Fingesten, peintre, dessinateur et graveur austro-hongrois puis tchécoslovaque († 8 octobre 1943),
  - Ludwig Meidner, peintre et graveur expressionniste juif allemand († 14 mai 1966),
- 20 avril : Otto Van Rees, peintre néerlandais († 19 mai 1957),
- 22 avril : Fernand Siméon, peintre, graveur et illustrateur français († 2 mai 1928),
- 24 avril : Alfred Lombard, peintre français († 7 septembre 1973),
- 27 avril : Suzanne Daynes-Grassot, peintre et illustratrice française († 1976),
- 29 avril : Irène Reno, peintre et lithographe française d'origine polonaise († 19 février 1953),
- 4 mai : Pierre Bertrand, peintre français († 9 novembre 1975),
- 10 mai : Louis Fidrit, peintre français († 2 décembre 1918),
- 14 mai : Roger Deverin, peintre, illustrateur et décorateur français († 1973),
- 17 mai :
  - Raphaël Diligent, sculpteur, peintre, illustrateur et occasionnellement acteur de cinéma français († 11 juillet 1964),
  - Maurice Robin, peintre, illustrateur, lithographe et critique d'art français († 28 janvier 1942),
- 20 mai : Maurice Mathurin, peintre français († 13 novembre 1965),
- 23 mai : Jules Courvoisier, affichiste suisse († 11 novembre 1936),
- 27 mai : Maurice Savreux, peintre français  († 30 décembre 1970),
- 6 juin : Gino Rossi, peintre italien († 16 décembre 1947),
- 13 juin : Leon Chwistek, peintre, philosophe et mathématicien polonais († 20 août 1944),
- 16 juin : Édouard Saunier, affichiste, dessinateur, illustrateur et peintre français († 22 novembre 1918),
- 18 juin : Thérèse Geraldy, peintre française († 31 juillet 1965),
- 22 juin : Alice Delaye, peintre portraitiste et paysagiste française († 28 décembre 1963),
- 7 juillet : André Dunoyer de Segonzac, peintre, graveur et illustrateur français († 17 septembre 1974),
- 11 juillet : Marcel Bloch, peintre et sculpteur français († 26 mai 1953),
- 12 juillet : Amedeo Modigliani, peintre et sculpteur italien († 24 janvier 1920),
- 16 juillet :
  - Gabrielle David, peintre française († 2 juin 1959),
  - Étienne Morillon, peintre et graveur français († 17 octobre 1949),
- 25 juillet : Georges Hillaireau, peintre et dessinateur français († 9 décembre 1954),
- 31 juillet : Gabriel Venet, peintre français († 29 octobre 1954),
- 2 août : Marg Moll, sculptrice, peintre de l'art abstrait et écrivaine allemande († 15 mars 1977),
- 3 août : Ilse Heller-Lazard, peintre germano-suisse († 10 janvier 1934),
- 4 août : Giannino Castiglioni, sculpteur et médailleur italien († 27 août 1971),
- 11 août : Robert Guénine, peintre, dessinateur, illustrateur russe puis soviétique d'origine juive († 16 août 1941),
- 21 août : Bohumil Kubišta, peintre austro-hongrois puis tchécoslovaque († 27 novembre 1918),
- 22 août : Paul-Émile Pissarro, peintre français († 20 janvier 1972),
- 23 août : Marcel Bernanose, peintre et graveur français († 2 avril 1952),
- 26 août : Gustave Soury, peintre animalier et affichiste français († 16 juin 1966),
- 1er septembre : Pierre-Antoine Cluzeau, peintre, graveur, dessinateur et illustrateur français († 17 janvier 1963),
- 11 septembre : Édouard-Jules Eveno, peintre paysagiste, portraitiste et sculpteur animalier français († 1980),
- 16 septembre : Janusz Nawroczyński, peintre polonais († 15 janvier 1931),
- 23 septembre : Léo Fontan, peintre, illustrateur et décorateur français († 26 juin 1965),
- 13 octobre : François Quelvée, peintre, graveur et illustrateur français († 12 décembre 1967),
- 21 octobre : Alekseï Morgounov, peintre russe puis soviétique († 15 février 1935),
- 23 octobre : Kateryna Antonovytch, peintre et professeure d'histoire de l'art russe puis soviétique († 22 février 1975),
- 26 octobre : René Berti, peintre et graveur italien († 24 septembre 1939),
- 5 novembre : Henri de Nolhac, peintre et illustrateur français († 6 février 1948),
- 11 novembre : Gerardo Dottori, peintre futuriste italien († 13 juin 1977),
- 16 novembre : Carlos-Reymond, peintre et graveur français († 12 février 1970),
- 17 novembre : Émile Colinus, peintre et dessinateur français († 18 août 1966),
- 18 novembre : Paul Ledoux, peintre, graveur et illustrateur français († 17 septembre 1960),
- 21 novembre : Pierre Aubin, peintre français († 28 septembre 1945),
- 22 novembre : Jacques Maroger, peintre, chercheur et restaurateur d'œuvres d'art français († 28 juin 1962),
- 25 novembre : Jean Lébédeff, graveur sur bois et peintre français († 21 septembre 1972),
- 30 novembre : Giovanni Barrella, écrivain, dramaturge et peintre italien († 23 septembre 1967),
- 4 décembre : Emmy Leuze-Hirschfeld, peintre française († 1976),
- 8 décembre :
  - Henri Barthelemy, illustrateur français († 22 mai 1977),
  - Marcel L'Enfant, peintre français († 25 janvier 1963),
- 10 décembre : Zinaïda Serebriakova, peintre russe († 19 septembre 1967),
- 13 décembre : Samuel Mützner, peintre roumain († 2 octobre 1959),
- 15 décembre : Eugène Zak, peintre polonais († 15 janvier 1926),
- 25 décembre : Raphaël Drouart, graveur, peintre et illustrateur français († 8 avril 1972),
- 27 décembre : Armand Vallée, peintre français († 28 janvier 1960),
- 29 décembre : Elin Wallin, peintre et dessinatrice suédoise († 25 mars 1969),
- ? :
  - Georges Ascher, peintre polonais († 1943),
  - Pasquale Avallone, peintre et sculpteur italien († 18 février 1965),
  - Marthe Galard, peintre française († 1961),
  - Adolphe Milich, peintre français d'origine polonaise († 1964).

## Décès
- 9 janvier :  Vito D'Ancona, peintre italien du mouvement des Macchiaioli (° 12 août 1825),
- 25 janvier : Périclès Pantazis, peintre et dessinateur grec (° 13 mars 1849),
- 28 janvier : Alexandre-Louis Leloir, peintre et illustrateur français (° 14 mars 1843),
- 2 février : Tompkins H. Matteson, peintre américain (° 9 mai 1813),
- 6 février : Jules Quantin, peintre français (° 13 avril 1810),
- 6 février : Pierre Boncquet, sculpteur belge (° 28 avril 1850),
- 24 février : Benjamin Ulmann, peintre français (° 24 mai 1829),
- 20 mars : Adolphe Aze, peintre français (° 6 mars 1822),
- 23 mars : Angiolo Tricca, peintre italien (° 17 février 1817),
- 15 mai : Gustave Jundt, peintre paysagiste et peintre de genre, dessinateur, illustrateur et graveur français (° 21 juin 1830),
- 25 mai : Auguste Bonheur, peintre français (° 18 mars 1824),
- 28 juin : Pompeo Calvi, peintre italien (° 1806),
- 1er août : Carlo Bossoli, peintre et lithographe suisse (° 6 décembre 1815),
- 18 août :  Sébastien Norblin, peintre français (° 24 février 1796),
- 21 août : Giuseppe De Nittis, peintre italien (° 25 février 1846),
- 30 septembre : Charles Auguste Herbé, peintre français (° 17 août 1801),
- 28 octobre : Édouard Vasselon, peintre de fleurs et portraitiste français (° 19 avril 1814),
- 8 novembre : Henri Félix Emmanuel Philippoteaux, peintre  d'histoire français (° 3 avril 1815),
- 24 novembre : François Auguste Ortmans, peintre paysagiste français (° 2 février 1826),
- 27 novembre : Léon Alègre, peintre, historien régionaliste et collectionneur français (° 14 décembre 1813),
- 10 décembre : Jules Bastien-Lepage, peintre naturaliste français (° 1er novembre 1848),
- 31 décembre : Joseph Marc Gibert, peintre français (° 3 février 1806),
- ? :
  - José Abella y Garaulet, peintre espagnol (° 1800),
  - Joseph-Charles de Blézer, sculpteur franco-belge,
  - Giulio Gorra, peintre et illustrateur italien (° 1832),
  - Georgiana Houghton, peintre et spirite britannique (° 20 avril 1814).